# Saint-Ouen-la-Thène
Saint-Ouen-la-Thène (bis 2013: Saint-Ouen) ist eine französische Gemeinde mit 137 Einwohnern (Stand: 1. Januar 2022) im Département Charente-Maritime in der Region Nouvelle-Aquitaine (vor 2016: Poitou-Charentes); sie gehört zum Arrondissement Saint-Jean-d’Angély und zum Kanton Matha. Die Einwohner werden Audoniens und Audoniennes genannt.

## Geographie
Saint-Ouen-la-Thène liegt etwa 75 Kilometer ostsüdöstlich von La Rochelle in der Saintonge. Umgeben wird Saint-Ouen-la-Thène von den Nachbargemeinden Beauvais-sur-Matha im Norden und Nordwesten, Bresdon im Süden und Osten sowie Siecq im Westen und Südwesten.

## Bevölkerungsentwicklung
| Jahr                       | 1962 | 1968 | 1975 | 1982 | 1990 | 1999 | 2006 | 2017 |
| Einwohner                  | 187  | 180  | 160  | 153  | 147  | 145  | 141  | 114  |
| Quellen: Cassini und INSEE |      |      |      |      |      |      |      |      |

## Sehenswürdigkeiten
Siehe auch: Liste der Monuments historiques in Saint-Ouen-la-Thène
- Romanische Kirche Saint-Alban aus dem 12. Jahrhundert, seit 1931 als Monument historique eingeschrieben

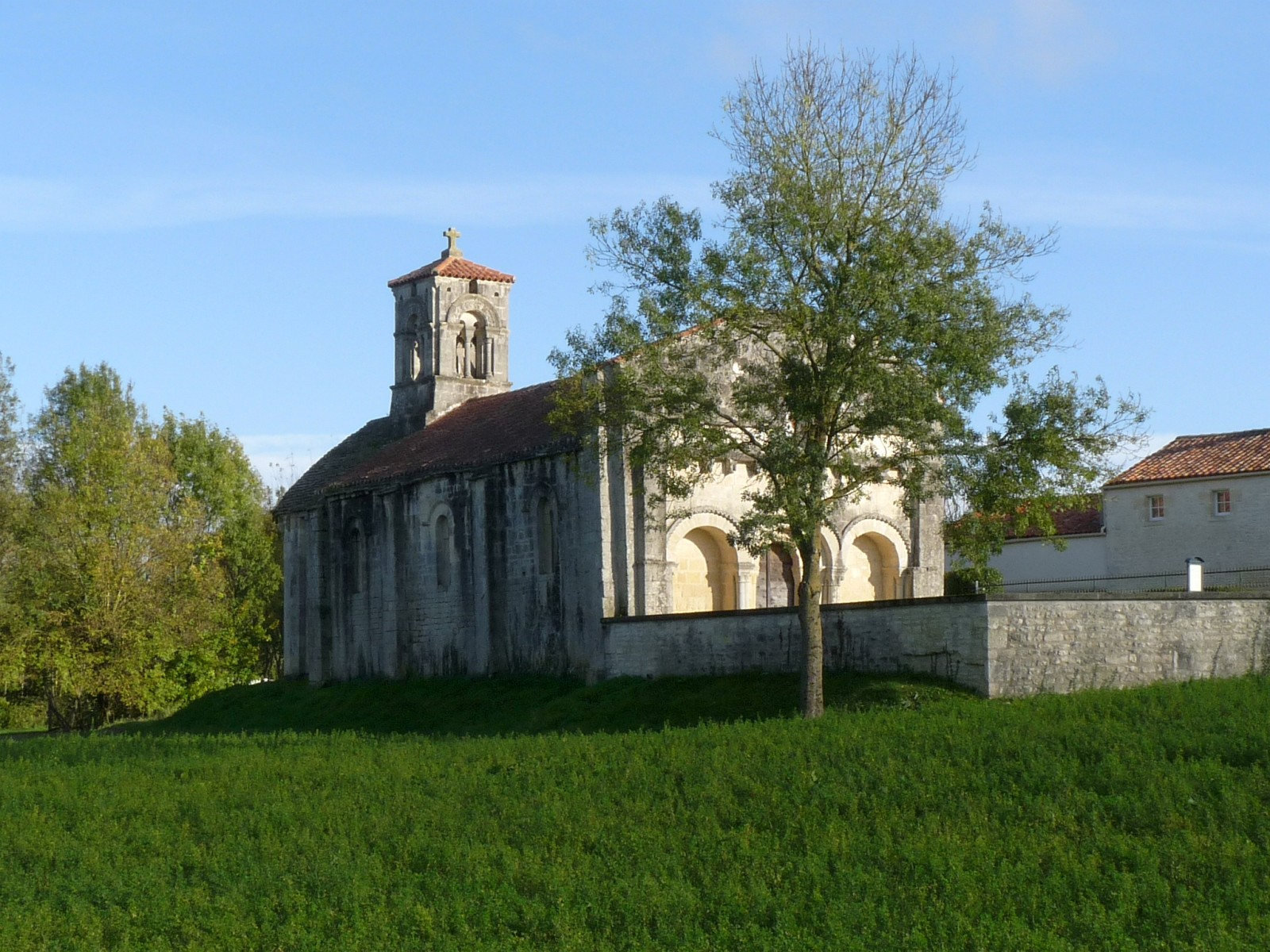
Kirche Saint-Alban